# Rodrigo Matheus
Pour les articles homonymes, voir Matheus.
Rodrigo Matheus, né à São Paulo, en 1974, est un plasticien et artiste conceptuel brésilien. 
Il est principalement connu pour des installations métaphoriques et poétiques composées d'objets glanés, qui jouent avec le principe de représentation en art et en architecture.

## Biographie
Rodrigo Matheus est né à São Paulo en 1974. Il est diplômé en 2001 de l'université de São Paulo, puis du Royal College of Art de Londres en 2011.
Depuis son Master au Royal College of Art de Londres, il a participé à de nombreuses expositions en Europe dont Imagine Brazil conçue par Gunnar Kvaran, Hans Ulrich Obrist et Thierry Raspail au Musée d'Art contemporain Astrup-Fearnley d'Oslo en 2013 puis au Musée d'art contemporain de Lyon en 2014 et au DHC/ART de Montréal en 2015. En France, son travail a été présenté notamment au Palais de Tokyo (Champs-Élysées, 2013), dans le Hors les murs du Palais de Tokyo lors de la 13e Biennale d'art contemporain de Lyon en 2015 (Le Parfait Flâneur), au Centre Pompidou (Museum On/Off, 2016) et à la Fondation Villa Datris (Tissage, Tressage... quand la sculpture défile, 2018).
Son travail a été largement présenté en Europe, notamment à la Fondation Ghisla (Blow Through the Gap, Locarno, 2019), chez Hermès à Genève (Entre Actes, 2017), à la Bonniers Konsthall de Stockholm (The Spiral and the Square, 2011) et au Musée d'Art contemporain de Belgrade (Fade In 2 : Ext. Modernist Home – Night, commissariat de Julie Boukobza et de Simon Castet)
En Amérique du Sud et aux États-Unis son travail est très souvent exposé : MAM – Museu de Arte Moderna de São Paulo (Passado/Futuro/presente : arte contemporanea brasileira no acervo do MAM, 2019), Fundação Iberê Camargo, Porto Alegre (Vivemos na Melhor Cidade da América do Sul, 2017), mais encore au Musée de l'Image et du Son, Sao Paulo, Instituto Tomie Ohtake, pour la 10e Biennale do Mercosul (Fundação Bienal de Artes do Mercosul, Porto Alegre), La 3e Biennale de Bahia, le 19e festival d'art contemporain - Videobrasil / Southern Panoramas, Sesc (Pompeia), São Paulo), au Eli and Edythe Broad Art Museum, East Lansing, Illinois (Blind Field, 2013), au Swiss Institute et au New Museum à New-York, etc.
Les œuvres de Rodrigo Matheus ont intégré de nombreuses collections publiques et privées en particulier aux États-Unis, au Brésil et au Royaume-Uni dont l'Institut Inhotim, à Minas Gerais, l'Institut Figueiredo Ferraz, à Ferraz, le  MAM – Musée d'Art Moderne de São Paulo, MAM - Musée d'Art Moderne de Rio de Janeiro, la Pinacothèque de l'État de São Paulo, le Musée des Arts de Pampulha, à Belo Horizonte, tous au Brésil, La Tiroche DeLeon Collection à Gibraltar, la Collection Lea Weingarten, à Houston au Texas, la Raja Art Collection en France et la K11 Kollection en Chine.
Rodrigo Matheus est représenté par la galerie Nathalie Obadia à Paris et à Bruxelles, la galerie Fortes d'Aloia Gabriel à Sao Paulo, IBID Galerie à Los Angeles et la galerie Silvia Cintra+Box4 à Rio de Janeiro[réf. nécessaire].
Rodrigo Matheus vit et travaille à Paris[réf. nécessaire].

## Expositions personnelles
- City of stars, Galerie Nathalie Obadia, Paris (2019)[11]
- Hiato, Fortes d’Aloia & Gabriel, Galpão, São Paulo (2018)
- Soft spectacle, Ibid Gallery, Los Angeles (2017)[12]
- Ornament and crime, Galerie Nathalie Obadia, Bruxelles (2016)[13]